# Georg Christoph Lichtenberg
Georg Christoph Lichtenberg (Ober-Ramstadt (Darmstadt közelében), 1742. július 1. – Göttingen, 1799. február 24.) német író, matematikus, a kísérleti fizika első német professzora, az első német nyelvű aforizmaszerző.

## Élete

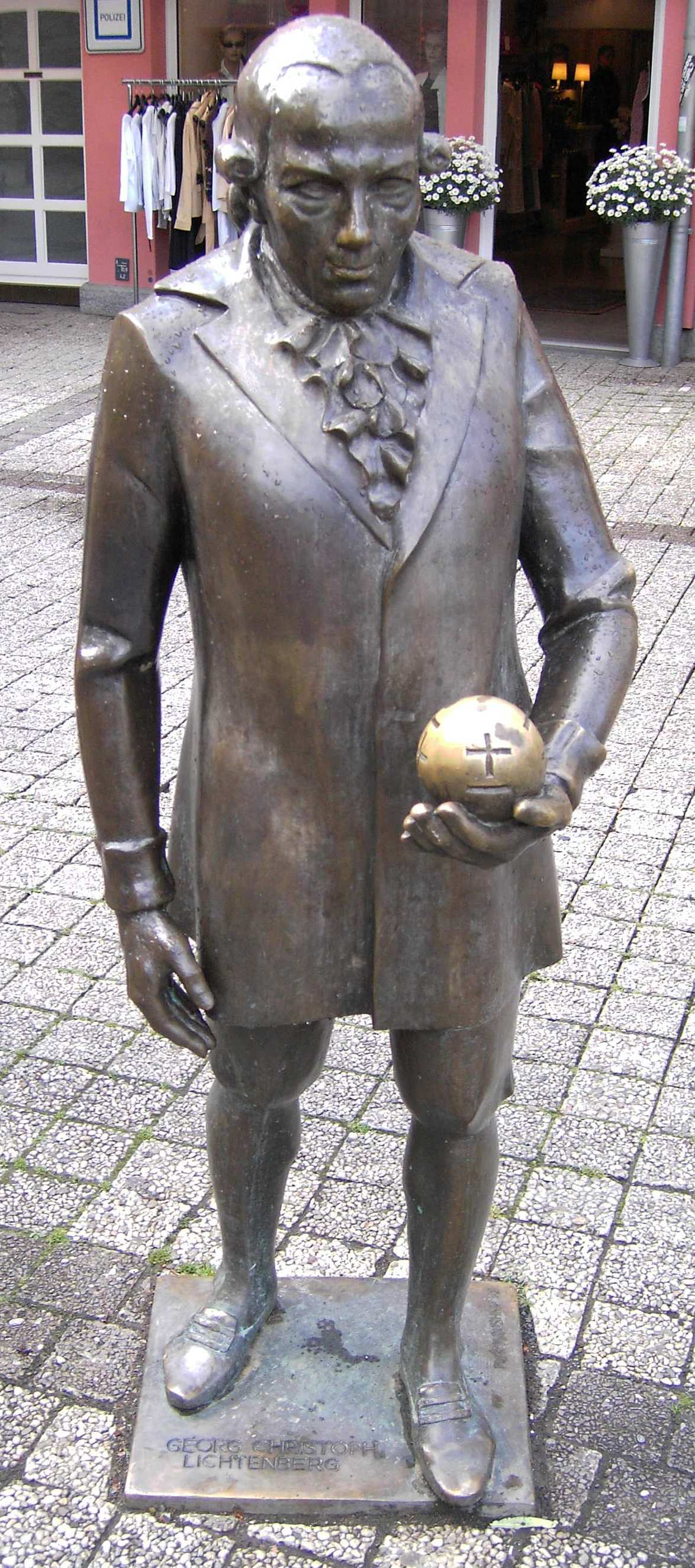
Georg Christoph Lichtenberg szobra a göttingeni piactéren

Apja Ober-Ramstadt falu lelkésze volt, Darmstadt szuperintendense. Lichtenberg vallásos légkörben nőtt föl és apja teológus volt ugyan, de foglalkozott ezen kívül természettudományokkal, zenével is és időnként maga is költött verseket, nyitott és tájékozott ember volt. Lichtenberg hálás volt szüleinek, gyermekkora boldogan telt és erről későbbi írásaiban gyakran megemlékezett. Lichtenberg az elemi iskola elvégzése után 1762-ben elhagyta szülőotthonát és mivel a család nem tudta volna fizetni az egyetemi tanulmány költségeit, anyja kieszközölt számára egy grófi ösztöndíjat.
1766-ig Göttingenben járt egyetemre, filozófiát, matematikát és fizikát tanult, majd utána négy évig gazdag angol egyetemisták házitanítójaként kereste meg kenyerét. 1770-ben felfigyeltek a valóban rendkívül intelligenciával – viszont szerencsétlenségére kevésbé megnyerő külsővel – megáldott fiatal tudósra. Lichtenberget kinevezték rendkívüli, majd 1775-ben rendes filozófiaprofesszornak. A filozófián kívül matematikát, asztronómiát és földrajzot is tanított és mindemellett évkönyvet "Göttinger Taschen Calender" (Göttingeni Zsebkalendárium) és újságot is adott ki "Göttingische Magazin für Wissenschaften und Literatur" (Göttingeni Tudományos és Irodalmi Magazin); mindkettőnek nemcsak kiadója, hanem egyben szinte egyedüli szerzője is volt. 1776-tól rendszeresen tartott az egyetemen előadásokat, melyek megalapozták a "lángész" hírnevét. 1777-ben ismerkedett meg a 12 éves iskolázatlan, írástudatlan virágárus leánnyal, Dorothea Stecharddal. Lichtenberg betűvetésre és számtanra oktatta, a lassan kialakuló szerelmi kapcsolatukról levelei "Über die Macht der Liebe" (A szerelem hatalma) tanúskodnak, melynek a lány hirtelen halála vetett véget. 1784-ben kezdődött kapcsolata Margarethe Elisabeth Kellnerrel, akit 1789-ben feleségül vett, hogy biztosítsa az ő és négy gyermekük jövőjét, örökségüket, mert egyre súlyosabbá váló gerincbántalma fél évre ágyhoz láncolta. Ekkor kezdődött mániás hipochondriája, amely később abnormális méreteket öltött, persze mindemellett valóban gerincbeteg volt. Még tíz évig küzdött életéért ezen gerincsorvadás ellen. 1799-ben hunyt el otthonában.

## Munkássága
Elképzelhető, hogy saját fogyatékossága - hátgerincének eldeformálódása következménye volt apró termete, légszomja és gyakori betegeskedése - is többé-kevésbé hozzájárult, hogy részletes megfigyeléseit ne csak a természeti jelenségek tanulmányozására irányítsa, hanem az emberek, a társadalom mibenlétének felderítésére is. Kimeríthetetlen türelemmel és kíváncsisággal jegyezte fel megfigyeléseit, ötleteit, terveit, olvasmányainak tanulságait. Az 1764-ben megkezdett naplóját "Südelbücher"-nek (Fércmű-irományok) nevezte. Ezekben a rendszeresség teljes hiányával odavetett gondolatokat, megjegyzéseket, világról alkotott elképzeléseket jegyzett fel, mintegy korának kaleidoszkópszerű tükröződéseit. Az apja által hirdetett bölcs és jóságos Isten képétől mindazonáltal felnőttkorára jelentősen eltávolodott. Es ist nicht mehr der hülfreiche Gott unserer Kindheit; es ist ein Wesen, dessen Wege nicht unsere Wege und dessen Gedanken nicht unsere Gedanken sind. - „Isten már nem gyermekkorunk segítőkész Istene; az Ő útjai nem a mi útjaink s gondolatai nem a mi gondolataink.”
A nyitott szellemiségéről tanúságot tesznek levelezései illetve a Göttingeni Zsebkalendáriuma témáinak sokszínűségével. Angliai útibeszámolóiban (1775 és 1779) éles eszű vizsgálódásainak témája a kezdődő ipari forradalom, a londoni nagyváros élet. Annak ellenére, hogy mindig halálos betegnek érezte magát, újabb és újabb terveket kovácsolt; tervezte önéletrajza és egy hatalmas szatirikus regény megírását, de ezek nem valósultak meg. Öregkorában fedezte fel Jean Paul Richtert, akit Goethével és Schillerrel ellentétben csodált.
1793-ban a brit Royal Society a tagjai közé választotta.
Leghíresebb felfedezései az elektromos szikrák által kirajzolt, fraktálszerű Lichtenberg-ábrák.
Ő fedezte fel, hogy egy 1 a gyök kettőhöz oldalarányú papírlap akárhányszor félbevágható anélkül, hogy az új lapok oldalainak egymáshoz viszonyított aránya megváltozna. Ezt a találmányát a mai A4-es lapok előállításánál is alkalmazzák.

## Művei (részben mások szerkesztésében)
- Georg Christoph Lichtenberg: Nicolaus Copernicus, München 2008 (Differenz-Verlag).
- Georg Christoph Lichtenberg: Physikvorlesung. Nach J.Chr. P. Erxlebens Anfangsgründen der Naturlehre. Aus den Erinnerungen von Gottlieb Gamauf, bearbeitet und mit einer Einleitung versehen von Fritz Krafft, marixverlag Wiesbaden 2007, ISBN 978-3-86539-098-1
- Hans-Joachim Heerde: Das Publikum der Physik. Lichtenbergs Hörer. (Lichtenberg-Studien Band 14) Wallstein Verlag Göttingen 2006, ISBN 3835300156
- Georg Christoph Lichtenberg: Vorlesungen zur Naturlehre. Ediert nach G. Chr. Lichtenbergs annotierten Handexemplar der 4. Auflage von Johann Christian Polykarp Erxlebens Anfangsgründe der Naturlehre, hrsg. von der Akademie der Wissenschaften zu Göttingen und der Technischen Universität Darmstadt, bearbeitet von Wiard Hinrichs, Albert Krayer u. Horst Zehe, Wallstein Verlag Göttingen 2005, ISBN 3-89244-891-4
- Dag Nicolaus Hasse (Szerk.): Georg Christoph Lichtenberg. Observationes. Die lateinischen Schriften. Wallstein Verlag Göttingen 1997, ISBN 3-89244-266-5
- Ulrich Joost (Szerk.): Ihre Hand, Ihren Mund, nächstens mehr ... Lichtenbergs Briefe 1765 bis 1799. C. H. Beck München 1998, ISBN 3-406-54501-7
- Ulrich Joost: Lichtenberg - der Briefschreiber. (Lichtenberg-Studien Band V) Wallstein Verlag Göttingen 1993, ISBN 3-8615-0042-6
- Ulrich Joost / Albrecht Schöne (Szerk.): Georg Christoph Lichtenberg. Briefwechsel 1765-1779, 1780-1784, 1785-1792, 1793-1799. 4 Bände, C. H. Beck Verlag München 1983-1992
- Ulrich Joost / Hans-Joachim Heerde (Szerk.): Georg Christoph Lichtenberg. Briefwechsel 1765-1799. Kommentiertes Personen- und Sachregister. 2 Bände, C. H. Beck Verlag München 2004, ISBN 3-406-30960-7
- Ulrich Joost (Szerk.): Georg Christoph Lichtenberg. Noctes: Ein Notizbuch. Wallstein Verlag Göttingen 1992
- Ulrich Joost (Szerk.): Georg Christoph Lichtenberg. Aphorismen und andere Sudeleien. Reclam Verlag Ditzingen 2003, ISBN 3-15-050042-7
- Wolfgang Promies (Szerk.): Georg Christoph Lichtenberg: Schriften und Briefe. 4 kötet + 2 kötet megjegyzés, Hanser Verlag, München 1968-1992, (Utánnyomás a Zweitausendeins kiadónál, ISBN 3-86150-042-6

## Magyarul
- A szajha útja. William Hogarth rézmetszeteinek részletes magyarázata. Az eredeti metszetek hasonmásaival; szöveg Georg Christoph Lichtenberg, ford. Révai Gábor; Helikon, Bp., 1987
- Aforizmák; vál., ford. Tatár Sándor; T-Twins, Bp., 1995